# Meurtre d'Yngsjö
Pour les adaptations au cinéma, voir Le Meurtre d'Yngsjö.

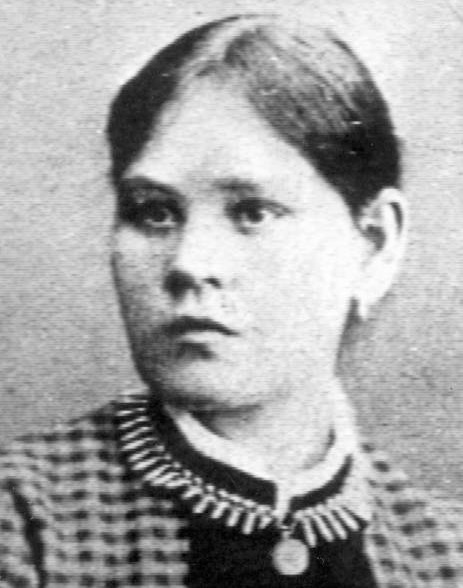
La victime, Hanna Johansdotter.

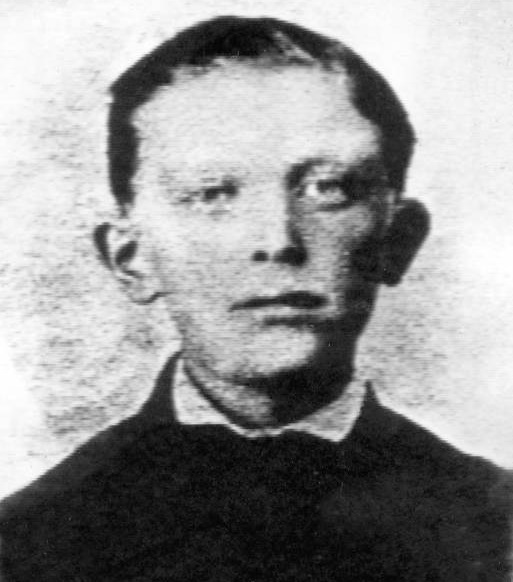
Le mari, Per Nilsson.

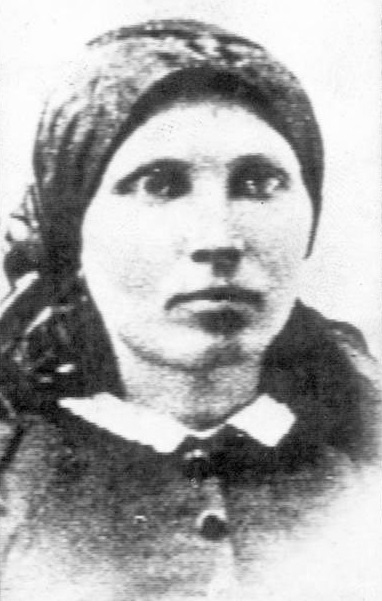
La belle-mère, Anna Månsdotter.

Le meurtre d'Yngsjö, en suédois Yngsjömordet, est un assassinat commis le 28 mars 1889 dans le village d'Yngsjö (commune de Kristianstad en Scanie), qui reste comme l'une des plus fameuses affaires criminelles du XIXe siècle en Suède. Hanna Johansdotter, née en 1867, est assassinée par son mari Per Nilsson (1862-1918), un fermier, et par la mère de celui-ci Anna Månsdotter (1841-1890). Pendant le procès, il est révélé que les deux assassins entretenaient une relation incestueuse. Ils sont condamnées à la peine capitale, mais la peine est commuée pour Per Nilsson en réclusion à perpétuité, et il est finalement libéré en 1913. Sa mère, Anna Månsdotter, est exécutée le 7 août 1890. Elle reste à ce jour la dernière femme exécutée en Suède.

## Le contexte
Anna Månsdotter est mariée à un homme de treize ans son ainé, propriétaire d'une ferme à Yngsjö. Le couple a trois enfants dont un seul, Per Nilsson, atteindra l'âge adulte. Lorsque son mari est frappé de tuberculose, elle cesse de partager le lit conjugal et entame une relation incestueuse avec son fils Per, encore mineur. Son mari décède en 1883, quand Per a 21 ans. 
En 1888, Per Nilsson épouse Hanna Johansdotter, fille du juge du village de Brösarp, à une vingtaine de kilomètres au sud d'Yngsjö. Il va ainsi pouvoir reprendre la ferme familiale. Mais ce mariage est aussi l'occasion de faire taire les rumeurs qui courent dans le village sur la relation qu'il entretient avec sa mère.
Après le mariage, Anna Månsdotter ne se résout pas à abandonner son fils à sa belle-fille, qu'elle traite comme une intruse dans la ferme familiale où elle vit toujours. Hanna Johansdotter sollicite à plusieurs reprises l'aide de son père pour trouver une issue à la situation, mais en vain.

## L'assassinat
Per Nilsson et Anna Månsdotter ayant fait des déclarations contradictoires, les circonstances des faits n'ont pas pu être établies avec précision, et la préméditation n'est pas clairement établie. Il est vraisemblable que Hanna Johansdotter a été assassinée parce qu'elle avait découvert la relation incestueuse qui liait son mari et sa belle-mère, et parce qu'elle risquait de la rendre publique. 
Les deux assassins auraient assommé leur victime à l'aide d'un rondin, puis l'auraient étranglée. Pour faire croire à un accident, ils font ensuite tomber le corps du haut d'un escalier. Les enquêteurs comprennent néanmoins rapidement qu'il s'agit d'un meurtre. Per Nilsson avoue et affirme dans un premier temps avoir agi seul, mais sa mère reconnait peu après avoir elle-même étranglé sa belle-fille.

## Le procès
En raison des circonstances entourant le meurtre : inceste, jalousie, barbarie, superstition, le procès suscite un vif intérêt.
Lors d'une première audience, Per Nilsson et Anna Månsdotter sont tous deux condamnés à mort. 
Lors d'une seconde audience, Per Nilsson est condamné à deux ans et neuf mois de travaux forcés pour inceste et à 6 mois de travaux forcés pour meurtre. La peine est arrondie à un total de 3 ans. Anna Månsdotter est condamnée à la prison à vie pour inceste et à la peine capitale pour meurtre.
Lors d'une troisième audience, Per Nilsson est condamné à 4 ans de prison pour inceste et à la peine capitale pour meurtre. La peine d'Anna Månsdotter est confirmée.
Comme l'exige la loi, les deux condamnations à la peine capitale sont confirmées par une instance supérieure.

## Les sentences

### Anna Månsdotter

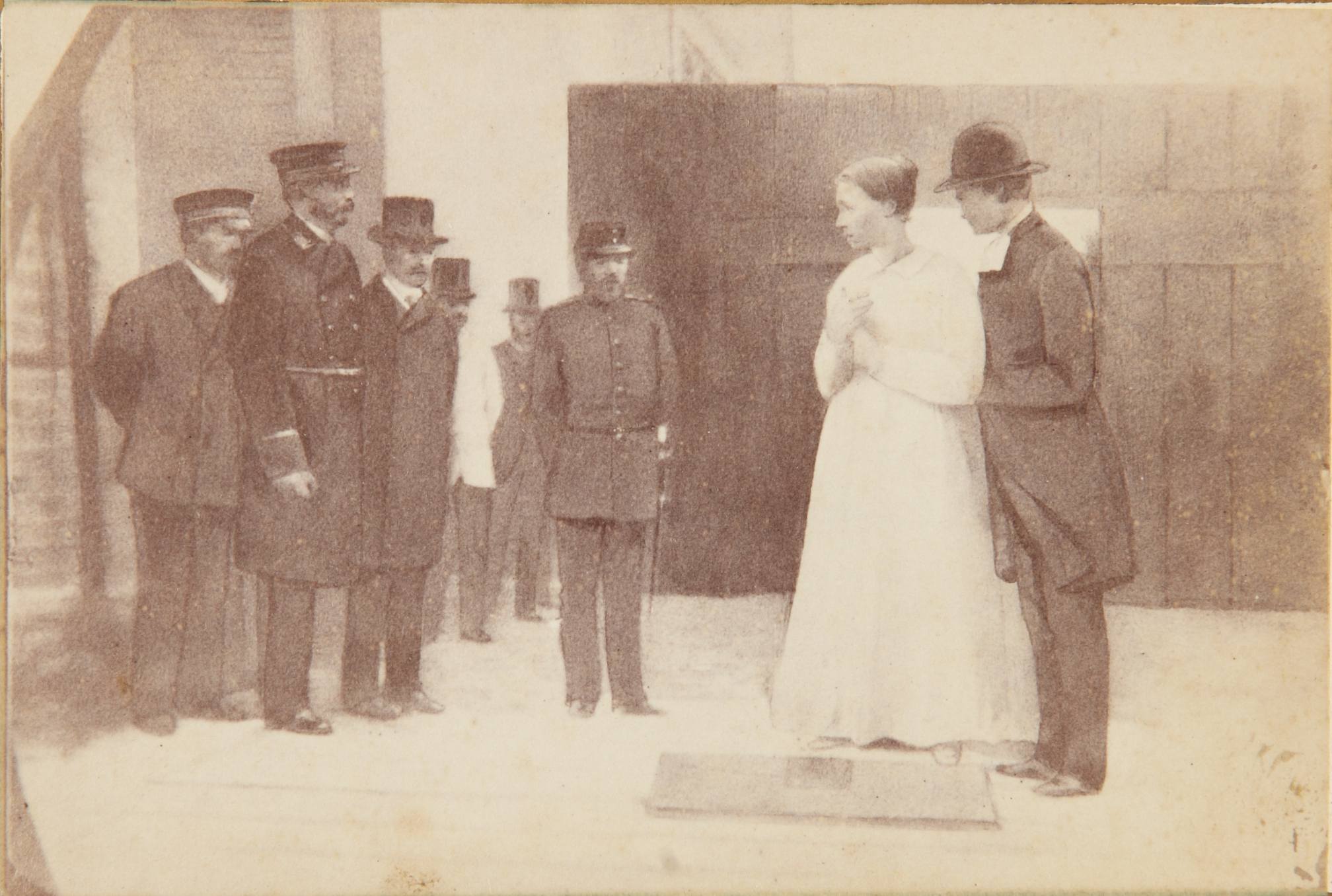
L'exécution d'Anna Månsdotter. Le bourreau Albert Gustaf Dahlman est l'homme de haute stature sur la gauche.

Sa demande de grâce rejetée, Anna Månsdotter est exécutée par décapitation le 7 août 1890 dans la cour de la prison de Kristianstad. La hache frappe le billot de biais, si bien que la mâchoire inférieure et une partie de la langue restent attachées au corps, tandis que la partie haute de la tête roule au sol. Un masque mortuaire réalisé sur la défunte est conservé au musée de la police à Stockholm.
Bien qu'elle n'y est pas la dernière femme condamnée à la peine capitale, Anna Månsdotter reste la dernière femme exécutée en Suède, où la peine de mort est abolie en 1921.

### Per Nilsson
Les abus sexuels commis par sa mère représentant des circonstances atténuantes, Per Nilsson est gracié par le roi Oscar II. Sa peine est commuée en réclusion à perpétuité et il passe 23 ans à la prison de Långholmen à Stockholm avant d'être finalement libéré le 24 décembre 1913. Il retourne alors s'installer à Hernestad non loin d'Yngsjö. Il travaille comme relieur, une profession qu'il a apprise pendant son incarcération. Il décède de la tuberculose en 1918 à l'hôpital de Kristianstad.

## Postérité
Hanna Johansdotter est enterrée au cimetière de Brösarp (tombe 43, carré C). Sa pierre tombale porte l'inscription :
Les larmes et les suppliques

de cette pauvre femme

ne les émurent nullement.
À leur mort, ses parents Hanna Andersson et Johan Olsson sont enterrés avec elle.
De nombreux livres sont publiés en Suède autour de l'affaire. En 1966, Arne Mattsson réalise le film Le Meurtre d'Yngsjö (Yngsjömordet), avec notamment Gösta Ekman dans le rôle de Per Nilsson et Gunnel Lindblom dans celui d'Anna Månsdotter.